# Maerua buxifolia
Maerua buxifolia är en kaprisväxtart som först beskrevs av Friedrich Welwitsch och Daniel Oliver, och fick sitt nu gällande namn av Ernest Friedrich Gilg och Bened. Maerua buxifolia ingår i släktet Maerua och familjen kaprisväxter. Inga underarter finns listade i Catalogue of Life.